# Arc antique de Cavaillon
L'arc antique de Cavaillon est un vestige romain consistant en un petit tétrapyle richement sculpté, situé à Cavaillon dans le département français de Vaucluse et la région Provence-Alpes-Côte d'Azur.

## Localisation
L'arc antique de Cavaillon est situé sur la place du Clos, au pied de la colline Saint-Jacques qui surplombe le centre de la ville.

## Historique
L'arc de Cavaillon est un vestige d'un édifice romain non identifié du Ier siècle de notre ère. Au Moyen Âge, ce vestige fut intégré au palais épiscopal. Le palais épiscopal ayant été vendu en 1793 et détruit dans les décennies qui ont suivi, l'arc fut démonté et transporté sur la place principale de la ville où il se trouve aujourd'hui
L'arc antique de Cavaillon fit partie de la première liste de monuments historiques français, celle de 1840, qui comptait 1 034 monuments.

## Architecture
De dimensions modestes, l'arc antique de Cavaillon est constitué de deux arcs en plein cintre supportés par quatre piliers.
Les faces externes des piliers portent des pilastres ornés de rinceaux et couronnés de chapiteaux à feuilles d'acanthe. La base des pilastres est ornée de feuilles d'acanthe de grande taille.
Les arcs prennent appui sur des corniches ornées de frises d'oves.
L'arc antérieur présente une archivolte ornée d'une frise de feuilles d'acanthe et surmontée d'écoinçons ornés de génies (divinités ailées) portant une couronne (l'écoinçon de gauche étant nettement mieux conservé que celui de droite).
L'intrados des arcs est constitué de caissons ornés de rosettes.
|  |  |  |

|  |  |  |  |